# ハジロビタキ
ハジロビタキ（羽白鶲、学名：Ficedula dumetoria）とは、スズメ目ヒタキ科に分類される鳥類の一種である。

## 形態
体長は11.5-12cmである。
オスは翼に白い帯が入っている。喉から胸は淡いオレンジ色である。メスは目先とアイリングがバフ色で、翼は錆びたバフ色である。喉から胸は淡い。

## 分布
マレー半島やボルネオ島、スマトラ島、ジャワ島から小スンダ列島などの島に留鳥として分布している。
日本では、2002年に新潟県でオスとみられる個体が保護された記録がある。

## 亜種
- Ficedula dumetoria dumetoria（Wallace,1864）基亜種。ジャワ島、小スンダ諸島に分布している[2]。日本で確認された個体は、この亜種と思われる[3]。

- Ficedula dumetoria muelleri（Sharpe, 1879）マレー半島、ボルネオ島、スマトラ島に分布している[2]。

## 生態
陸生で、山地から低地の湿った森林に生息している。
小川の近くで、主に空中を飛ぶ昆虫を摂食している。
繁殖期は4月から9月である。下草が密集して生えている場所に巣を作る。